# Take Back the City
"Take Back the City" is een nummer van de alternatieve rockgroep Snow Patrol, afkomstig van hun vijfde studioalbum A Hundred Million Suns. Het werd op 13 oktober 2008 als leadsingle uitgebracht.

## Achtergrondinformatie
Het nummer ging op 1 september 2008 in première in Zane Lowes show op de Britse BBC Radio 1. Het werd bij enkele dj's van dat radiostation gekozen als schijf van de week. In week 38 kwam het nummer de Nederlandse tipparade binnen op de 26e positie. In dezelfde week kwam de promo-cd op het internet terecht, met daarop de radioversie en de albumversie. Dit was de eerste HQ versie van het nummer dat beschikbaar voor het publiek werd.
Het nummer kenmerkt zich doordat het steviger is dan de meeste Snow Patrol nummers. Het start met een door een akoestische en elektrisch gitaar ingezette gitaarriff die in het eerste en tweede couplet te horen is. Tijdens live-uitvoeringen wordt de akoestische gitaar gespeeld door een extra tourlid van de band. Telkens nadat de riff eenmaal gespeeld is, wordt er een laag aan het nummer toegevoegd. Eerst begint de songwriter Gary Lightbody zijn tekst te zingen en vervolgens slaat drummer Jonny Quinn ritmisch elke maat op de hihats. Dan wordt het basspel ingezet en als laatste worden de volledige drums toegevoegd. De pre-chorus volgt, waarin er snel en kort over de snaren wordt gegaan met een stevig overstuurd geluid (distortion) en daarna leadgitarist Connolly guitarpicking uitvoert. 3FM-DJ Eric Corton noemde dit typisch jaren zeventig, maar dan wel in een positieve zin. Het refrein wordt in een snel tempo gespeeld, waarna er een kleine gitaarsolo van Connolly volgt, die in de radio edit er uit is gelaten. Het tweede couplet en pre-chorus speelt zich vervolgens en het refrein wordt twee keer gedaan, waarbij er op de achtergrond een koor is te horen dat de woorden van Lightbody meezingt.

## Videoclip
De videoclip ging in week 39 in première op de muziekwebsite van Yahoo! en werd in week 42 door Nederlandse muziekzenders uitgezonden. In de clip is zanger Lightbody lopend door een stad te zien. Hij loopt langs gebouwen, die dan bewegen en ook gaat hij een pub in. Daarnaast is de band ook spelend te zien, in een rokerige omgeving.

## Tracklist

### Promo-cd
1. "Take Back the City" (Radioversie) - 04:17
2. "Take Back the City" (Albumversie) - 04:38

### Download
1. "Take Back the City" (Albumversie) - 04:38

### International 2-track
1. "Take Back the City" (Albumversie) - 04:38
2. "The Afterlife" (Non-album track) - 04:00

### 7" vinyl #1
1. "Take Back the City" (Albumversie) - 04:38
2. "Set the Fire to the Third Bar" (Jo Whiley Little Noise Session Live at The Union Chapel)

### 7" vinyl #2
1. "Take Back the City" (Albumversie) - 04:38
2. "Take Back the City" (Lillica Libertine Remix)

### 4-track ep
1. "Take Back the City" (Albumversie) - 04:38
2. "The Afterlife" (Non-album track) - 04:00
3. "Take Back the City" (Lillica Libertine Remix)
4. "Set the Fire to the Third Bar" (Jo Whiley Little Noise Session Live at The Union Chapel)